# Maria Laura van België
Maria Laura Zita Beatrix Gerhard van België (Sint-Lambrechts-Woluwe, 26 augustus 1988), prinses van België, aartshertogin van Oostenrijk-Este,  is het tweede kind en de oudste dochter van aartshertog Lorenz van Oostenrijk-Este en prinses Astrid van België.

## Biografie
Haar peetouders zijn haar oom aartshertog Gerhard van Oostenrijk-Este en haar oudtante hertogin Josephine Charlotte van België.
Maria Laura staat in de lijst om de troonopvolging van België op de tiende plaats.
Op 27 december 2021 maakte het Koninklijk Paleis bekend dat Maria Laura zich had verloofd met William Isvy. De Koning gaf haar op 31 januari 2022 toestemming om te trouwen. Het huwelijk vond plaats op 10 september 2022.
Op 26 januari 2025 beviel zij van een zoontje, dat de naam Albert kreeg.